# Adolfo Gonzales Chaves
Adolfo Gonzales Chaves é uma localidade do Partido de Adolfo Gonzales Chaves na Província de Buenos Aires, na Argentina. Sua população estimada em 2001 era de 8.613 habitantes.